# Kristina Sjögren

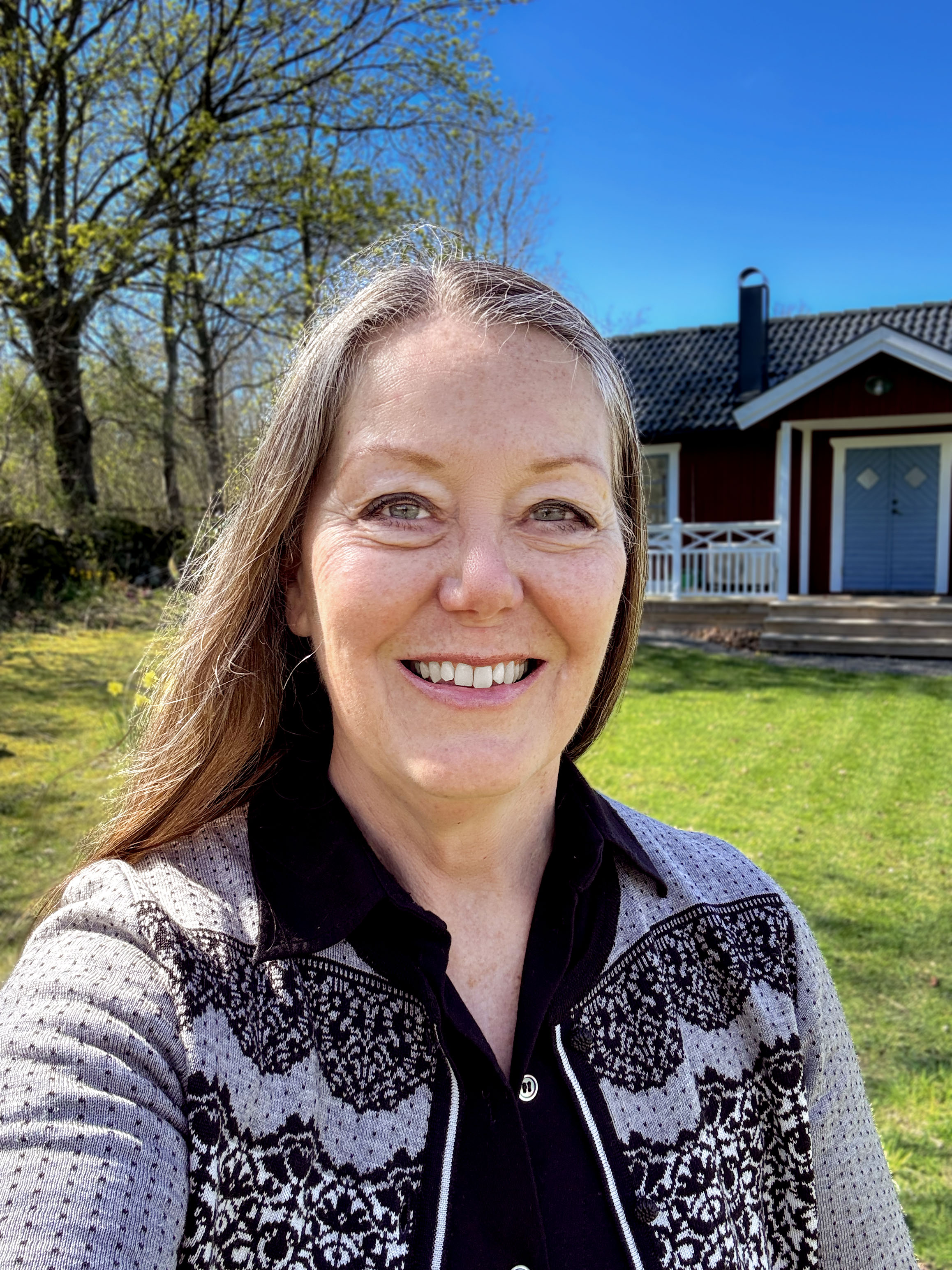
Kristina Sjögren vid skrivarstugan på Öland i april 2025.

Kristina Sjögren, född 12 augusti 1962 i Stockholm, är en svensk författare. Hon växte upp med fyra småsyskon och flyttade mycket under barndomen, bland annat bodde familjen ett par år på Irland. En fast punkt under uppväxten var sommarhuset utanför Alsterbro i Småland, och där bosatte sig familjen permanent när Kristina var 11 år. Hon gick därmed högstadiet och gymnasiet i Nybro.
1984 diplomerades Kristina Sjögren vid Copywriterlinjen på IHM (Institutet för Högre Marknadsföring) i Göteborg och tog 1987 examen i informationsteknik och media vid Växjö universitet.
Kristina Sjögren arbetade sedan inom marknadsföring och företagsledning i cirka femton år, såväl i Sverige som internationellt, och bodde i Belgien och Frankrike 1987-89. År 2000, då Sjögren var trettioåtta år, bestämde hon sig för ett karriärbyte. Hon läste in en magisterexamen i litteraturvetenskap och kreativt skrivande vid Lunds universitet. 2005 flyttade hon till London för att doktorera i genusvetenskap med inriktning på skandinavisk litteratur vid University College London. Hon har senare arbetat som universitetslektor och skrivlärare.
Första ungdomsromanen, 14 december, publicerades 2006. Den behandlar teman som vänskap, skilsmässa, sjukdom och död. Hitta Felix kom ut 2008, och handlar om vad som kan hända när en familjemedlem försvinner. Samma år publicerades Ett år i London, med reflektioner om vardagslivet i en London-förort. Sjögren hade redan då inlett ett samarbete med författare Ewa Christina Johansson som hon träffat på Lunds universitets författarskola, och paret har publicerat tre ungdomsthriller tillsammans. 2017 debuterade Sjögren som romanförfattare för vuxna med Kvinnokungen, om drottning Kristina. Kristina Sjögren har även publicerat litteraturvetenskapliga artiklar. 2022 gjorde hon poesidebut med Och allt blev nytt – en sonettkrans.
Kristina Sjögren bor i Nättraby, Blekinge, men tillbringar sedan barndomen även mycket tid på Öland där hon deltar i kulturlivet. Hon är ordförande i ÖLitt, Ölands Litterära förening.